# Route nationale 758
La route nationale 758 ou RN 758 était une route nationale française reliant Port-Saint-Père à Beauvoir-sur-Mer. À la suite de la réforme de 1972, elle a été déclassée en RD 758.
En Vendée, la RD 758 est prolongée jusqu'à La Barre-de-Monts par la RD 22, reprenant ainsi le kilométrage de la RD 758 en Vendée (le km 0 de la RD 22 étant celle de la RD 758 entrant en Vendée). Cette voie permet de rallier la RD 38 qui longe le littoral vendéen jusqu'aux Sables-d'Olonne et le pont de l'Île de Noirmoutier.

## Ancien tracé de Port-Saint-Père à Beauvoir-sur-Mer (D 758)
- Port-Saint-Père
- Sainte-Pazanne
- Bourgneuf-en-Retz
- Bouin
- Beauvoir-sur-Mer

## Lieux visitables situés à proximité de la route
- Planète sauvage